# Сарасоя, Рийкка
Рийкка Сарасоя (фин. Riikka Sarasoja, род. 23 февраля 1982, Лемпяаля, Хяме) — известная финская лыжница, участница Олимпийских игр в Ванкувере, призёр этапов Кубка мира. Универсал, одинаково сильно выступает и в спринте и в дистанционных гонках, лучше выступает в гонках свободным стилем.

## Карьера
В Кубке мира Сарасоя дебютировала в 2001 году, в январе 2004 года впервые попала в тройку лучших на этапе Кубка мира, в эстафете. Всего на сегодняшний момент имеет 4 попадания в тройку лучших на этапах Кубка мира, все в эстафете, в личных гонках не поднималась выше 6-го места. Лучшим достижением Сарасои в общем итоговом зачёте Кубка мира является 26-е место в сезоне 2009-10.
На Олимпиаде-2010 в Ванкувере, стартовала в четырёх гонках: 10 км свободным стилем — 31-е место, дуатлон 7,5+7,5 км — 21-е место, масс-старт 30 км — 12-е место, командный спринт — 8-е место.
За свою карьеру принимала участие в одном чемпионате мира, на чемпионате мира — 2009, стартовала в трёх гонках, лучший результат 20-е место в спринте.
Использует лыжи и ботинки производства фирмы Salomon.